# Lisa Magdalena Agerer
Lisa Magdalena Agerer (ur. 1 listopada 1991 w Nauders w Austrii) – włoska narciarka alpejska pochodzenia austriackiego, srebrna medalistka mistrzostw świata juniorów.

## Kariera
Po raz pierwszy na arenie międzynarodowej Lisa Magdalena Agerer zaprezentowała się 12 grudnia 2006 roku podczas zawodów FIS Race w austriackim Pitztal. Nie ukończyła wtedy pierwszego przejazdu w slalomie. W 2008 roku wystartowała na mistrzostwach świata juniorów we Fromigal, gdzie jej najlepszym wynikiem było 12. miejsce w supergigancie. Dwa lata później, podczas mistrzostw świata juniorów w regionie Mont Blanc była między innymi szesnasta w kombinacji. Jednak największy sukces w tej kategorii wiekowej osiągnęła na mistrzostwach świata juniorów w Crans-Montana w 2011 roku, gdzie wywalczyła srebrny medal w gigancie. Na tych samych mistrzostwach była także czwarta w kombinacji i piąta w supergigancie.
W Pucharze Świata zadebiutowała 24 października 2009 roku w Sölden, gdzie nie ukończyła pierwszego przejazdu w gigancie. Pierwsze pucharowe punkty zdobyła dopiero ponad dwa lata później, 26 listopada 2011 roku w amerykańskim Aspen, zajmując 17. pozycję w gigancie. W klasyfikacji generalnej sezonu 2011/2012 zajęła ostatecznie 60. miejsce. Agerer startowała także w zawodach cyklu Pucharu Europy, gdzie odnosiła większe sukcesy. W sezonie 2011/2012 zwyciężyła w klasyfikacji generalnej oraz klasyfikacji zjazdu i giganta. Rok wcześniej była druga w klasyfikacji generalnej i pierwsza w klasyfikacji giganta.

## Osiągnięcia

### Mistrzostwa świata juniorów
| Miejsce | Dzień       | Rok  | Miejscowość       | Konkurencja | Czas biegu | Strata     | Zwyciężczyni            |
| ------- | ----------- | ---- | ----------------- | ----------- | ---------- | ---------- | ----------------------- |
| 12.     | 23 lutego   | 2008 | Formigal          | Supergigant | 1:40,19    | +3,45      | Viktoria Rebensburg     |
| DNF     | 26 lutego   | 2008 | Formigal          | Zjazd       | 1:50,13    | -          | Ilka Štuhec             |
| 28.     | 31 stycznia | 2010 | Region Mont Blanc | Supergigant | 1:32,21    | +2,05      | Marine Gauthier         |
| 42.     | 1 lutego    | 2010 | Region Mont Blanc | Slalom      | 1:34,47    | +8,78      | Christina Geiger        |
| 26.     | 4 lutego    | 2010 | Region Mont Blanc | Zjazd       | 1:20,89    | +2,78      | Jéromine Géroudet       |
| 18.     | 5 lutego    | 2010 | Region Mont Blanc | Gigant      | 1:38,34    | +1,97      | Mona Løseth             |
| 16.     | 5 lutego    | 2010 | Region Mont Blanc | Kombinacja  | 38.85 pkt  | +79.91 pkt | Mona Løseth             |
| 14.     | 1 lutego    | 2011 | Crans-Montana     | Zjazd       | 1:32,11    | +1,89      | Lotte Smiseth Sejersted |
| 2.      | 2 lutego    | 2011 | Crans-Montana     | Gigant      | 2:28,27    | +0,16      | Sara Hector             |
| 26.     | 3 lutego    | 2011 | Crans-Montana     | Slalom      | 1:40,32    | +10,05     | Jessica Depauli         |
| 4.      | 3 lutego    | 2011 | Crans-Montana     | Kombinacja  | ?          | ?          | Wendy Holdener          |
| 5.      | 5 lutego    | 2011 | Crans-Montana     | Supergigant | 1:28,23    | 0,92       | Elena Curtoni           |

### Puchar Świata

#### Miejsca w klasyfikacji generalnej
- sezon 2011/2012: 60.
- sezon 2012/2013: 68.
- sezon 2013/2014: 105.

#### Miejsca na podium w zawodach
Agerer nie stała na podium zawodów Pucharu Świata.